# فرد كاميرون
فرد كاميرون (بالإنجليزية: Fred Cameron)‏ هو لاعب كرة قدم أمريكي، ولد في 1945. لعب مع نادي أبردين.